# Fritz Schmid
Fritz Schmid (* 18. Juni 1972 in Linz) ist ein österreichischer Musical-Sänger (Tenor), der seit 1997 in Deutschland und Österreich arbeitet.

## Leben
Fritz Schmid wuchs als jüngstes von drei Geschwistern in Linz, Österreich auf. Schon als Jugendlicher trat er weltweit mit dem Bachl-Chor auf. Schmid studierte nach seinem Matura im Jahre 1990 an der Universität in Linz technische Physik und Mathematik.
Im Jahre 1994 entschied sich der Österreicher für eine Musicalkarriere und absolvierte eine Ausbildung in Schauspiel und Gesang am renommierten Konservatorium der Stadt Wien. Schon während seiner Ausbildung trat er als „PIPPIN“ in „PIPPIN“, und als „TONY“ in der West Side Story auf, sowie unter anderem im Theater Akzent in Wien in den Musicals: Into the woods als „Hans“ und als „Jesus“ in Jesus Christ Superstar auf. Das Konservatorium schloss Fritz Schmid 1997 mit Diplom ab.
Das erste Engagement erhielt er am Theater an der Wien. Dort stand er 1997 bei „Anatevka“ auf der Bühne, bevor er anschließend das Cover des Rudolf in „Elisabeth“ übernahm. Seit 1998 begeisterte der Künstler auch in Deutschland das Publikum mit „Joseph“ in Essen und als Erstbesetzung des „Alfred“ bei Tanz der Vampire in Stuttgart. Fritz Schmid gehörte zur Premieren-Cast der deutschen Erstaufführung von Mozart! - das Musical in Hamburg. Unter der Regie von Harry Kupfer spielte er in der Neuen Flora die Hauptrolle: „Wolfgang Amadeus Mozart“. Von Herbst 2004 bis Ende 2005 stand Fritz Schmid erneut als Rudolph im Theater an der Wien auf der Bühne.
Nebenbei unterrichtet Fritz Schmid in Wien Sprechtechnik und Gesang und führte im Sommer 2005 seine erste Regie in der Produktion der Broadway Connection „Cindy´s Dream“, das im Theater Akzent in Wien seine Uraufführung feierte.
Neben seinen Musical-Engagements nimmt Fritz Schmid als Solist an Musical - Galas teil.
2005 gehörte Fritz Schmid erstmals dem Ensembles einer Welturaufführung im Wiener Raimund Theater bei REBECCA unter der Regie von Francesca Zambello an.

## Rollen
Musicals
- Rudolf - die Affäre Mayerling: Swing, Szeps, Clemamceau
- Rebecca: Cover Ben, Ensemble
- Elisabeth:   Rudolph
- Mozart! - Das Musical: Wolfgang Mozart      alternierend
- Tanz der Vampire: Alfred
- Joseph & The Amazing Technicolor Dreamcoat: Joseph alternierend
- Elisabeth: Cover Rudolph & Junger Ungarischer Adliger
- Frühjahrsparade: Ensemble
- Anatevka: Ensemble

Produktion / Regie
- Der Besuch der alten Dame: Abendspielleitung -   Wien
- Mary Poppins: Abendspielleitung -   Wien
- Natürlich blond: Abendspielleitung -   Wien
- Sister Act: Associate Director – Stuttgart
- Sister Act: Abendspielleitung -  Wien
- Tanz der Vampire: Abendspielleitung -  Wien
- Ich war noch niemals in New York: Produktionsassistenz -  Wien
- Dr. Jones’ Vermächtnis: Regie  - Wien
- Akida: Regie -  Wien
- Cindy’s Dream: Regie -  Wien

| Personendaten    | Personendaten                           |
| ---------------- | --------------------------------------- |
| NAME             | Schmid, Fritz                           |
| ALTERNATIVNAMEN  | Schmid, Friedrich                       |
| KURZBESCHREIBUNG | österreichischer Musical-Sänger (Tenor) |
| GEBURTSDATUM     | 18. Juni 1972                           |
| GEBURTSORT       | Linz                                    |